# 상동중학교 (강원)
상동중학교(上東中學校)는 대한민국 강원특별자치도 영월군 상동읍 천평리에 있는 공립 중학교이다.

## 학교 연혁
- 1953년 6월 4일 : 재단법인 상동학원 설립인가(상동중학교)
- 1984년 3월 1일 : 상동중고등학교 공립으로 이관
- 2023년 9월 1일 : 제31대 한승용 교장 부임
- 2024년 1월 4일 : 중학교 제69회 졸업식(졸업생 누계 6,829명)

## 참고 자료
- 상동중학교 - 한국교육학술정보원 학교알리미